# 库前站
库前站，位于江西省景德镇市乐平市镇桥镇三合源村。有皖赣铁路经过，距离火龙岗站470千米，距离贵溪站80千米。车站始建于1970年，站址位于库前，后迁址至三合源，于1971年建成投用:242。
库前站办理列车通过、停靠作业，不办理客运业务，货运仅办理专用线、专用铁路货运作业：专用线全长3.8千米，建于1969年，服务江维高科股份（原维尼纶厂）；专用线支线全长670米，建于1974年，服务世龙实业（原乐平石油库）:249。此外每日有一对来往景德镇和南昌的旅客列车在该站办理通勤乘降业务。